# Soto la Marina
Soto la Marina là một đô thị thuộc bang Tamaulipas, México. Năm 2005, dân số của đô thị này là 22826 người.